# فرودگاه لاورنس جی تیمرمان
فرودگاه لاورنس جی تیمرمان  (به انگلیسی: Lawrence J. Timmerman Airport) یک فرودگاه همگانی بهره‌برداری هوایی با کد یاتا MWC است که یک باند فرود آسفالت دارد و طول باند آن ۹۷۶ متر است. این فرودگاه در شهر میلواکی، ویسکانسین کشور ایالات متحده آمریکا قرار دارد و در ارتفاع ۲۲۷ متری از سطح دریا واقع شده است.